# Miles Mussenden
Miles Mussenden (* 19. Januar 1969 in London) ist ein US-amerikanischer Schauspieler und gelegentlicher Musikproduzent. Bekanntheit erlangte er durch die Serie Marvel’s Cloak & Dagger, in welcher er Otis Johnson verkörpert.

## Leben
Mussenden wurde als Sohn von südamerikanischen Eltern in London geboren und zog mit diesen im Anschluss nach Brooklyn, wo er mit neun Jahren begann, im Schultheater zu schauspielern. Nachdem er die High School abgeschlossen hatte, entdeckten er und seine Freunde das Musikbusiness für sich. Daraufhin wandte Mussenden sich allerdings wieder dem Schauspiel zu und lernte an der American Academy of Dramatic Arts. Nach mehreren Statisten- und Nebenrollen in Fernsehserien sowie kleineren Auftritten in Filmen wie Spider-Man: Homecoming oder I, Tonya erhielt er 2018 schließlich die Hauptrolle des Otis Johnson in der Serie Marvel’s Cloak & Dagger, die in der zweiten Staffel zu einer Nebenrolle wurde.

## Filmografie (Auswahl)
- 2009: Fighting Angels: The Series (Fernsehserie, 2 Folgen)
- 2010: Fighting Angels: Exodus
- 2011: Single Ladies (Fernsehserie, 2 Folgen)
- 2011–2012: Army Wives (Fernsehserie, 3 Folgen)
- 2013: Revolution (Fernsehserie, Folge 1x12)
- 2013: Nashville (Fernsehserie, Folge 2x05)
- 2014: Drop Dead Diva (Fernsehserie, Folge 6x06)
- 2014: Where’s the Love? (Fernsehfilm)
- 2014: Tom Sawyer & Huckleberry Finn
- 2015: Bloodline (Fernsehserie, 2 Folgen)
- 2015: Secrets and Lies (Fernsehserie, 2 Folgen)
- 2015: Max
- 2015: Complications (Fernsehserie, Folge 1x05)
- 2015: The Atlantan
- 2016: Greenleaf (Fernsehserie, Folge 1x01)
- 2016: Game of Silence (Fernsehserie, Folge 1x05)
- 2016: Containment – Eine Stadt hofft auf Rettung (Containment, Fernsehserie, Folge 1x06)
- 2016: Flatbush Luck
- 2016: Stranger Things (Fernsehserie, Folge 1x03)
- 2016: Wilde Oats
- 2016: Ballers (Fernsehserie, Folge 2x08)
- 2016: Marvel’s Luke Cage (Fernsehserie, Folge 1x04)
- 2016: Queen Sugar (Fernsehserie, 2 Folgen)
- 2017: Spider-Man: Homecoming
- 2017: I, Tonya
- 2017: Mr. Mercedes (Fernsehserie, Folge 1x09)
- 2018–2019: Marvel’s Cloak & Dagger (Fernsehserie, 13 Folgen)
- 2021: The Walking Dead (Fernsehserie, 1 Folge)
- 2021: Doom Patrol (Fernsehserie, 3 Folgen)
- 2022: Tulsa King (Fernsehserie)